# Planá (Klučenice)
Planá je malá vesnice, část obce Klučenice v okrese Příbram ve Středočeském kraji. Nachází se asi jeden kilometr severně od Klučenic. Vesnicí protéká Planický potok. Je zde evidováno 15 adres. V roce 2011 zde trvale žilo šestnáct obyvatel.
Planá leží v katastrálním území Planá u Klučenic o rozloze 1,59 km².

## Historie
První písemná zmínka o vesnici pochází z roku 1336.
Býval zde manský dvůr (statek čp. 4) , který byl zapsaný do zemských desk jako Machovský dvůr v Plané. Děti z Plané byly zpočátku přiškoleny do Lašovic a od roku 1895 do Kučenic.

## Obyvatelstvo
| Rok            | 1869 | 1880 | 1890 | 1900 | 1910 | 1921 | 1930 | 1950 | 1961 | 1970 | 1980 | 1991 | 2001 | 2011 | 2021 |
| -------------- | ---- | ---- | ---- | ---- | ---- | ---- | ---- | ---- | ---- | ---- | ---- | ---- | ---- | ---- | ---- |
| Počet obyvatel | 117  | 129  | 94   | 105  | 89   | 69   | 65   | 39   | 44   | 40   | 30   | 24   | 20   | 16   | 18   |
| Počet domů     | 15   | 17   | 16   | 16   | 14   | 14   | 13   | 14   | 14   | 12   | 11   | 13   | 13   | 13   | 12   |

## Pamětihodnosti
- U příjezdové komunikace do vesnice se nalézá půvabná výklenková kaple.
- Ve svahu nad návsí, přímo nad rybníkem je umístěna kaple.
- Pod vzrostlým stromem v prostoru návsi se v ohrádce nachází drobný kříž na kamenném podstavci.

## Galerie

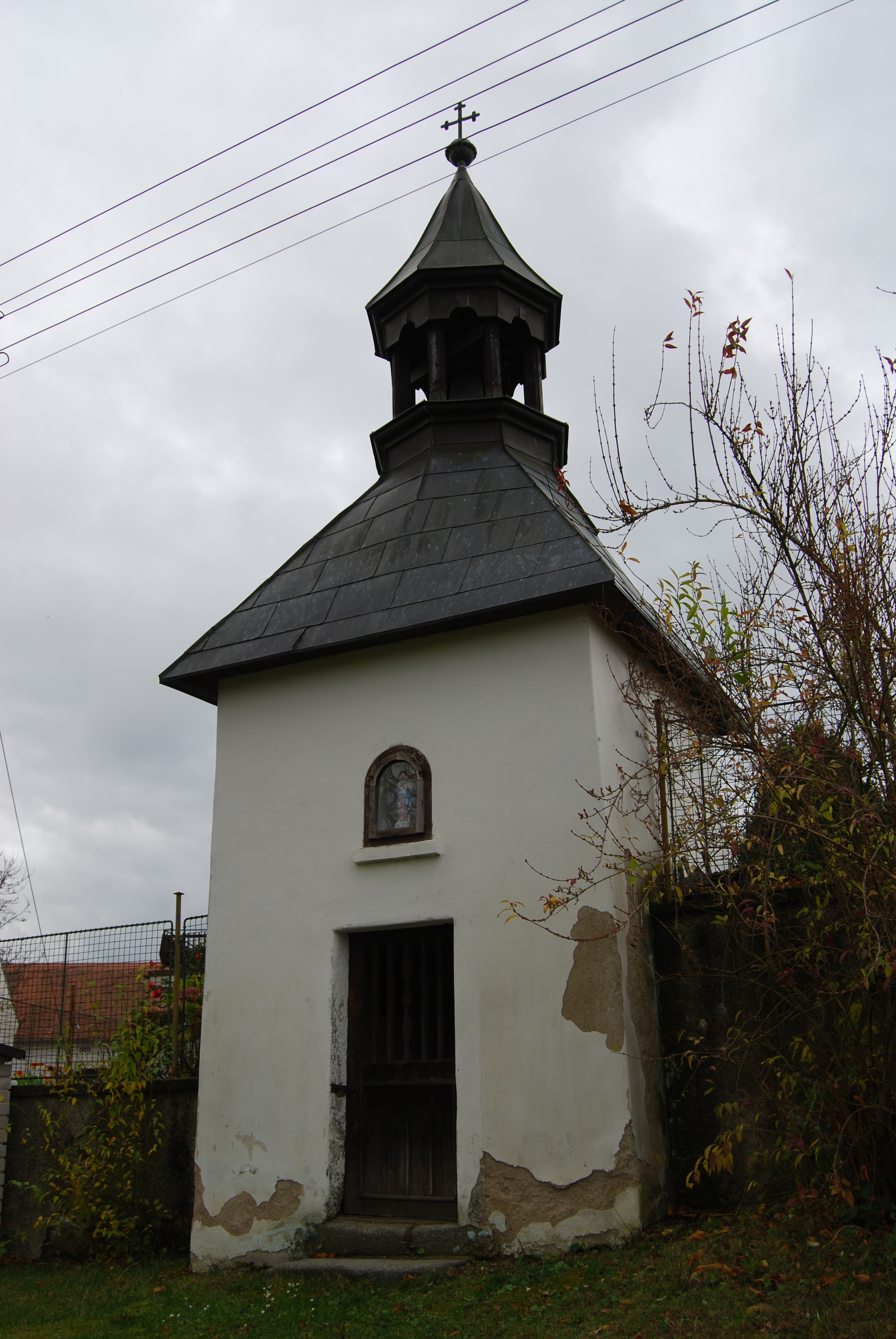
Kaple na návsi
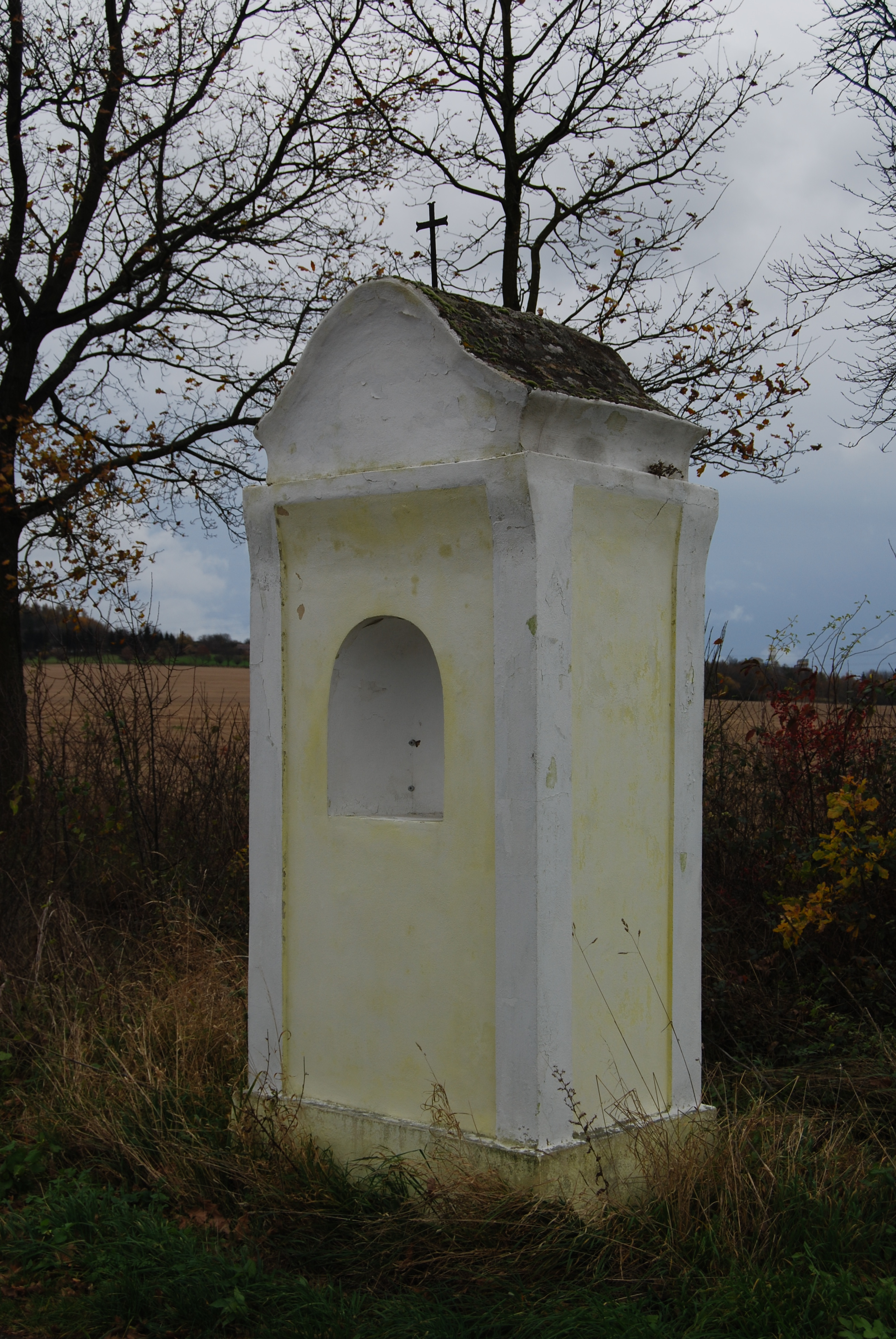
Výklenková kaple před vesnicí
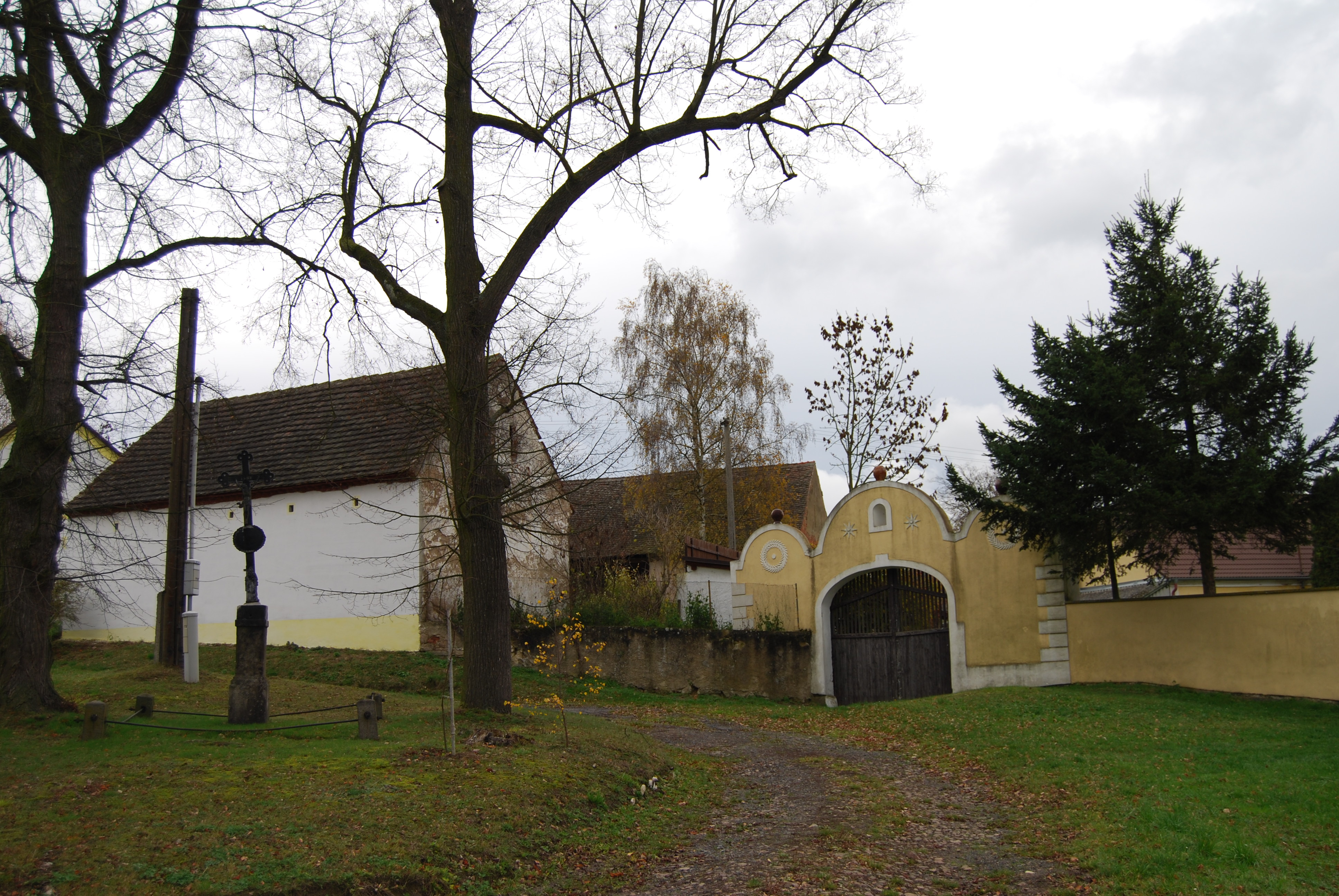
Pohled na část vesnice
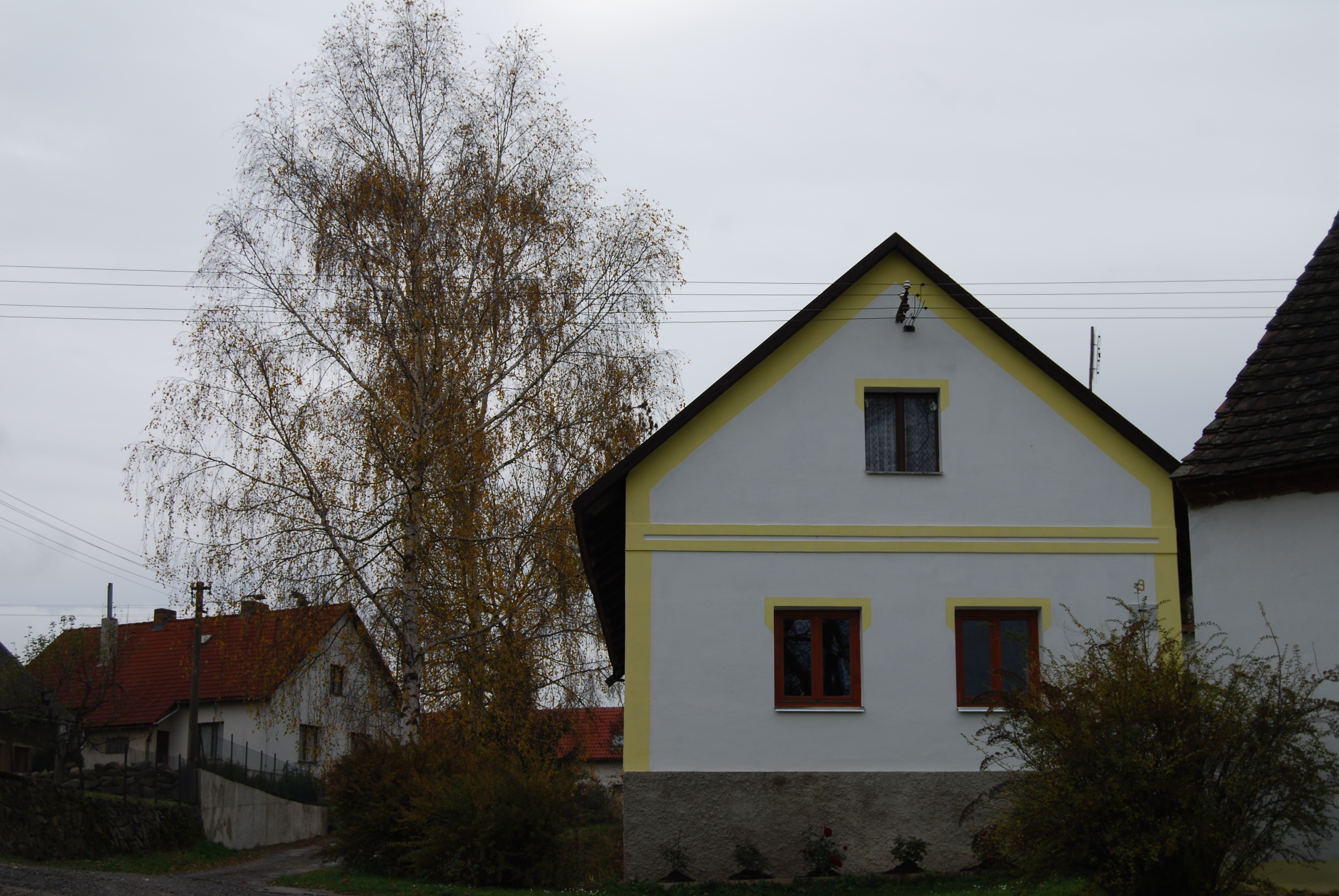
Dům ve vsi